# Pelton
Pelton – wieś i civil parish w Anglii, w hrabstwie Durham. Leży 11 km na północ od miasta Durham i 386 km na północ od Londynu. W 2011 roku civil parish liczyła 6100 mieszkańców.